# Nekrolog 1311
Nekrolog
◄◄
| ◄
| 1307
| 1308
| 1309
| 1310
| 1311 | 1312 | 1313 | 1314 | 1315 | ► | ►►
Weitere Ereignisse | Allgemeiner Nekrolog 1311
Die Beschreibung der verstorbenen Person sollte so kurz wie möglich gehalten sein und nur deren signifikante Tätigkeit(en) enthalten.
Neue Namen ggf. auch unter dem Geburts- und Sterbedatum, also etwa unter 1. Januar und im Geburts- und Sterbejahr (2024) eintragen (nur bei entsprechender großer Wichtigkeit). Für Beispiele siehe die schon vorhandenen Artikel.
Außerdem über die fünf zuletzt Verstorbenen, zu denen es einen ausreichend guten Artikel für eine Präsentation auf der Hauptseite gibt, nach der todesbedingten Überarbeitung der Artikel ggf. auch unter Wikipedia Diskussion:Hauptseite informieren und sie am besten auch in den anderen Wikipedia-Sprachversionen eintragen. Tipp: Regelmäßig bei news.google.de nach „ist tot“, „gestorben“ oder „verstorben“ suchen.
Wenn eine Person gestorben ist, gibt es viele Seiten zu dieser Person in der Wikipedia, die davon auch betroffen sind und entsprechend aktualisiert werden müssen. Beispiele: Namenübersichtsseite, Geburtsjahr, Geburtsort-Seiten und viele mehr.
Wie finde ich die betroffenen Seiten?
Im Suchfeld auf der linken Seite gibt man den Suchbegriff so ein: „Vorname Nachname“. Dann klickt man auf Volltext und alle Seiten mit entsprechendem Suchtext werden aufgerufen. Hier sieht man dann schnell, wo auch das Todesjahr Sinn macht oder sogar ein Teil des Artikels angepasst werden muss. Auch hilft das „Werkzeug“ auf der linken Seite sehr gut, um solche Seiten aufzufinden: „Links auf diese Seite“. Somit ist die Wikipedia wieder aktuell in allen Bereichen! Hinweis: bei Eintragung der Kategorie „Gestorben JAHR“ wird der Missbrauchsfilter 49 ausgelöst, was jedoch nicht schlimm ist. Siehe: Spezial:Missbrauchsfilter/49
Dies ist eine Liste von im Jahr 1311 verstorbenen bekannten Persönlichkeiten. Die Einträge erfolgen innerhalb der einzelnen Daten alphabetisch sortiert. Tiere sind im Nekrolog für Tiere zu finden.

## Januar
| Tag        | Name       | Beruf, bekannt als                    | Alter | Beleg |
| ---------- | ---------- | ------------------------------------- | ----- | ----- |
| 27. Januar | Külüq Khan | mongolischer Kaiser der Yuan-Dynastie |       |       |

## Februar
| Tag         | Name                              | Beruf, bekannt als                       | Alter | Beleg |
| ----------- | --------------------------------- | ---------------------------------------- | ----- | ----- |
| 5. Februar  | Henry de Lacy, 3. Earl of Lincoln | englischer Magnat, Diplomat und Feldherr |       |       |
| 7. Februar  | Qutb ad-Din asch-Schirazi         | persischer Universalgelehrter            | 74    |       |
| 14. Februar | Johann                            | Landgraf in Niederhessen (1308–1311)     |       |       |
| 24. Februar | Guillaume Arrufat                 | Kardinal der Römisch Katholischen Kirche |       |       |

## März
| Tag      | Name       | Beruf, bekannt als                                                            | Alter | Beleg |
| -------- | ---------- | ----------------------------------------------------------------------------- | ----- | ----- |
| 3. März  | Antony Bek | englischer Geistlicher, Bischof von Durham und Titularpatriarch von Jerusalem |       |       |
| 15. März | Walter V.  | Graf von Brienne, Conversano und Lecce, Herzog von Athen                      |       |       |

## Mai
| Tag     | Name                       | Beruf, bekannt als               | Alter | Beleg |
| ------- | -------------------------- | -------------------------------- | ----- | ----- |
| 3. Mai  | Siegfried von Feuchtwangen | Hochmeister des Deutschen Ordens |       |       |
| 29. Mai | Jakob II.                  | König von Mallorca               |       |       |

## Juli
| Tag      | Name                        | Beruf, bekannt als                             | Alter | Beleg |
| -------- | --------------------------- | ---------------------------------------------- | ----- | ----- |
| 28. Juli | Emicho Wildgraf von Kyrburg | Bischof von Freising                           |       |       |
| 31. Juli | Roger Lestrange             | anglonormannischer Ritter, Militär und Beamter |       |       |

## August
| Tag        | Name             | Beruf, bekannt als                               | Alter | Beleg |
| ---------- | ---------------- | ------------------------------------------------ | ----- | ----- |
| 13. August | Pietro Gradenigo | 49. Doge von Venedig                             |       |       |
| 23. August | Eberhard I.      | Graf und Herrscher der Grafschaft Katzenelnbogen |       |       |

## September
| Tag          | Name                  | Beruf, bekannt als  | Alter | Beleg |
| ------------ | --------------------- | ------------------- | ----- | ----- |
| 6. September | Arnaldus de Villanova | scholastischer Arzt |       |       |

## Oktober
| Tag         | Name                       | Beruf, bekannt als                               | Alter | Beleg |
| ----------- | -------------------------- | ------------------------------------------------ | ----- | ----- |
| 4. Oktober  | Johannes VI. von Waldstein | Bischof von Olmütz                               |       |       |
| 13. Oktober | Guido von Namur            | flämischer Adliger und Heerführer im Sporenkrieg |       |       |
| 13. Oktober | Aymon de Quart             | Bischof von Genf                                 |       |       |

## November
| Tag          | Name                | Beruf, bekannt als | Alter | Beleg |
| ------------ | ------------------- | ------------------ | ----- | ----- |
| 29. November | Alboino della Scala | Herr von Verona    |       |       |

## Dezember
| Tag          | Name                       | Beruf, bekannt als                                                    | Alter | Beleg |
| ------------ | -------------------------- | --------------------------------------------------------------------- | ----- | ----- |
| 6. Dezember  | Francesco Napoleone Orsini | italienischer Geistlicher und Kardinal der Katholischen Kirche        |       |       |
| 7. Dezember  | Leonardo Patrasso          | italienischer Bischof und Kardinal                                    |       |       |
| 10. Dezember | Étienne de Suisy           | Kardinal der katholischen Kirche                                      |       |       |
| 14. Dezember | Margarete von Brabant      | römisch-deutsche Königin (ab 1309), Frau Heinrichs VII. von Luxemburg |       |       |

## Datum unbekannt
| Tag | Name                                        | Beruf, bekannt als                   | Alter | Beleg |
| --- | ------------------------------------------- | ------------------------------------ | ----- | ----- |
|     | David VIII.                                 | König von Georgien                   |       |       |
|     | Egbert I.                                   | Herrscher in der Grafschaft Bentheim |       |       |
|     | Thamar Angelina Komnene                     | Fürstin von Tarent                   |       |       |
|     | John Lestrange, 2. Baron Strange of Knockin | englischer Adeliger                  |       |       |